# 秋堂カオル
秋堂 カオル（しゅうどう カオル）は、日本のライトノベル作家・シナリオライターである。

## 概要
当初は大学の漫画研究同好会では絵を描いていた。しかし、2年生ごろから忙しくなった関係で絵を描く時間が取れなくなったことを機に、20歳のときに初めて小説の執筆に取りかかったと話している。第5回GA文庫大賞において『放課後プルーフリーダー』で奨励賞を受賞し、後に『神託学園の超越者』と改題して同作でデビューを果たした。好きな作家として三田誠と長谷敏司の名前を挙げており、特に長谷敏司の小説『円環少女』が好きだと話している。基本的には夜から明け方にかけて主に執筆するスタイルを大学生の頃からとっていると話している。

## 作品一覧
- 『神託学園の超越者』（イラスト: NOCO、GA文庫〈SBクリエイティブ〉）[6]
- 『ギルティ・アームズ』（イラスト: 加藤いつわ、GA文庫〈SBクリエイティブ〉）[7]
- 『透明勇者のエンジョイ引退生活!〜魔王を倒した元勇者、透明化スキルで気ままに人助け〜』（イラスト: ハル犬、GA文庫〈SBクリエイティブ〉）[8]
- 『アニマ・ディザイア―紅き瞳の少年と灰色の精霊―』（イラスト: がおう、2019年11月5日、LINE文庫エッジ〈LINE〉、ISBN 978-4-910040-10-3）[9]